# Aéroport Tenzing-Hillary
L'aéroport de Lukla (code IATA : LUA • code OACI : VNLK), connu sous le nom d’aéroport Tenzing-Hillary, est un altiport desservant la localité de Lukla au Népal. Il comporte une piste d'environ 500 mètres en pente de 12 %, facilitant la prise de vitesse au décollage et le freinage à l'atterrissage. L'aéroport dessert principalement le camp de base du mont Everest. Depuis 2001, la piste est asphaltée ce qui améliore la sécurité des vols.
Les conditions climatiques extrêmes liées à l'altitude et la région et les caractéristiques de la piste en font l'aéroport le plus dangereux du monde. 
En 2008, l'aéroport est renommé en l'honneur d'Edmund Hillary et du Sherpa Tensing Norgay, premières personnes à avoir gravi l'Everest.

## Situation
| \| 100 km1:3 095 000 \| Bajura Bhadrapur Bhâratpur Bhojpur Biratnagar Dhangadhi Dolpa Janakpur Jomsom Jumla Katmandou Lamidanda Lukla Manang Meghauli Nepalganj Phaplu Pokhara Ramechhap Rukumkot Rumjatar Simara Siddharthanagar Simikot Surkhet Talcha Taplejung Thamkharka Tumlingtar Dang |
| 100 km1:3 095 000 |

## Infrastructures
L'aéroport est asphalté et seulement accessible aux hélicoptères, aux petits avions et aux avions à décollage et atterrissage court comme le DHC-6 Twin Otter ou le Dornier 228.
La piste a une inclinaison de 12 % et une largeur de 20 m.
Les avions utilisent la 06 pour atterrir et la 24 pour décoller.

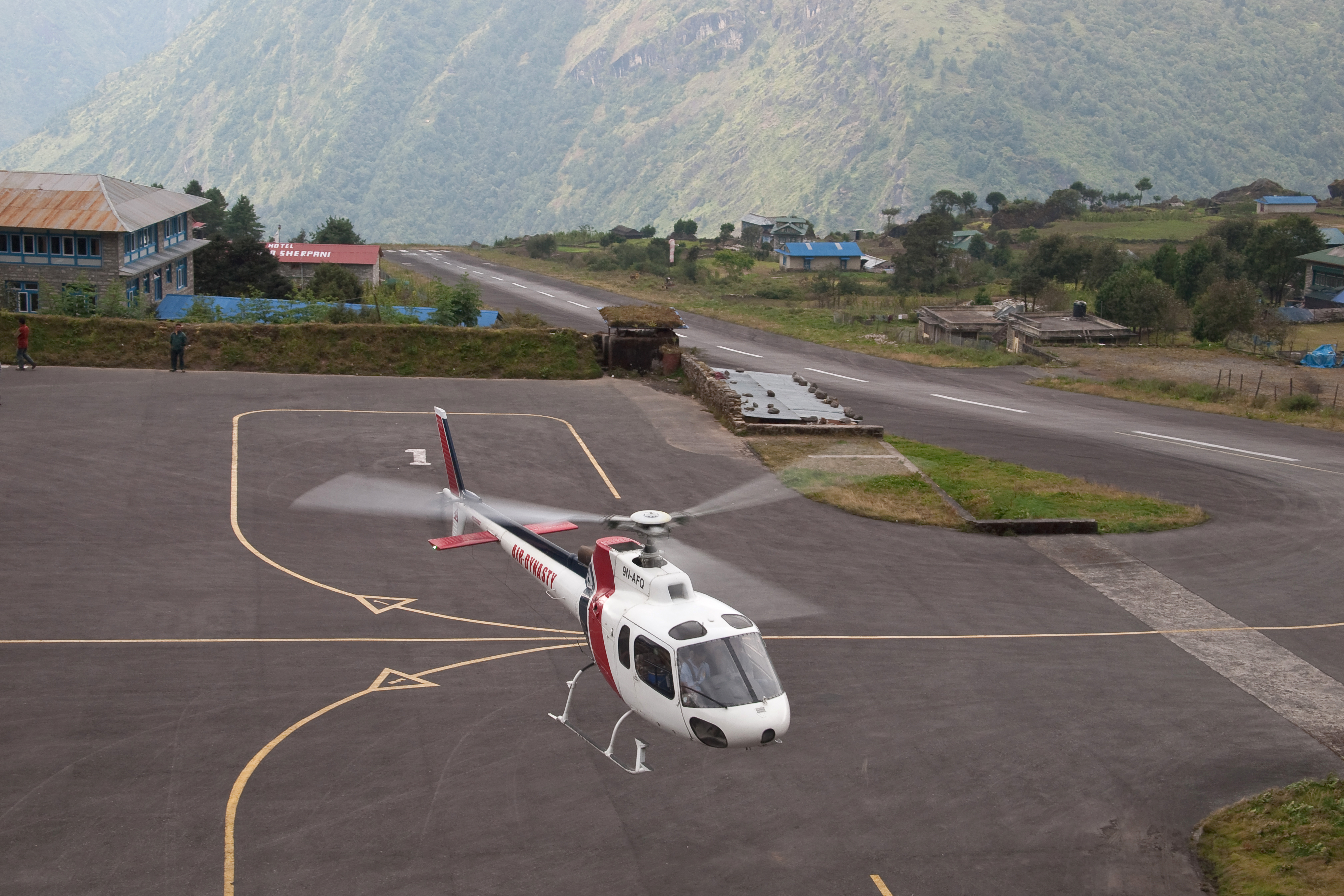
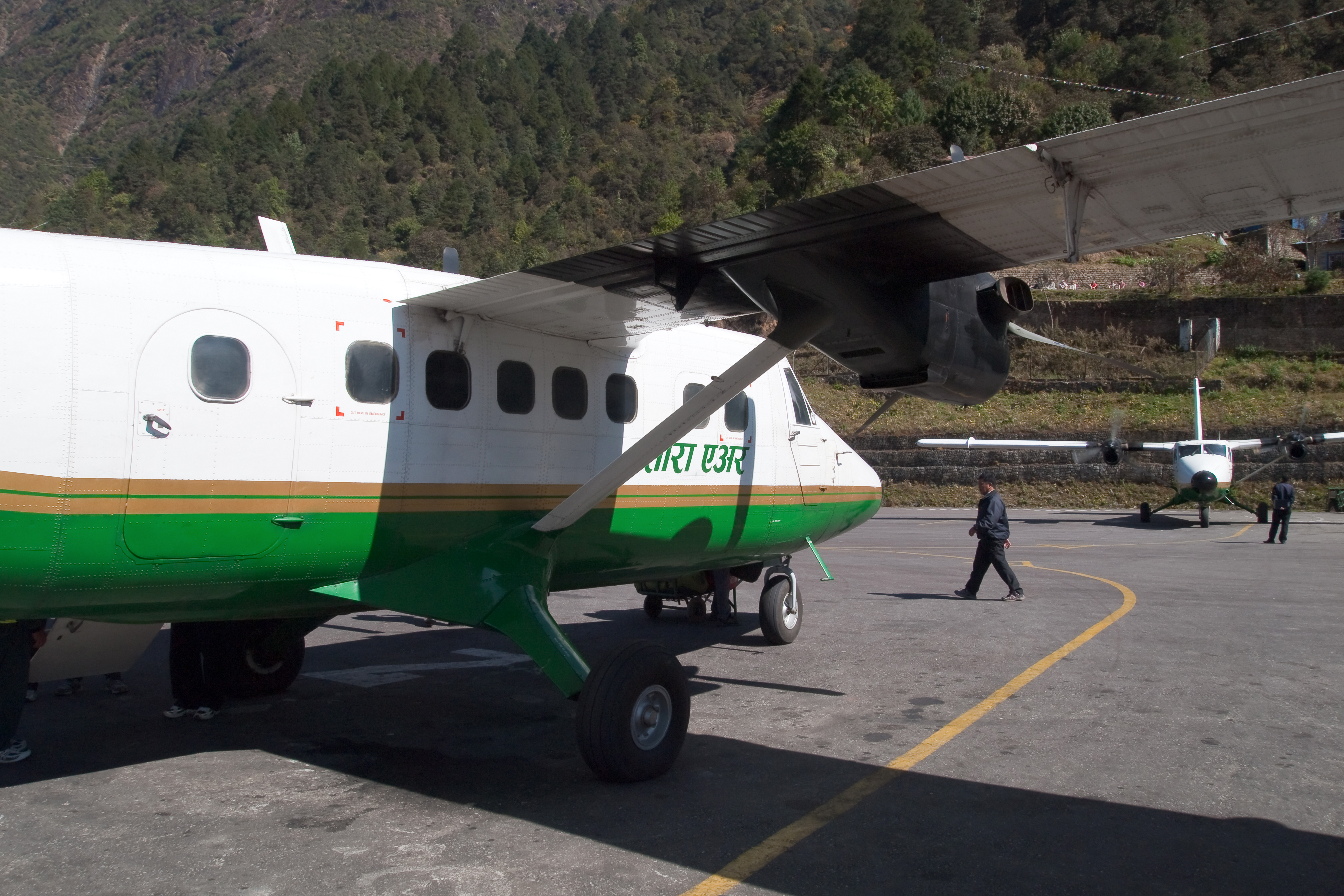
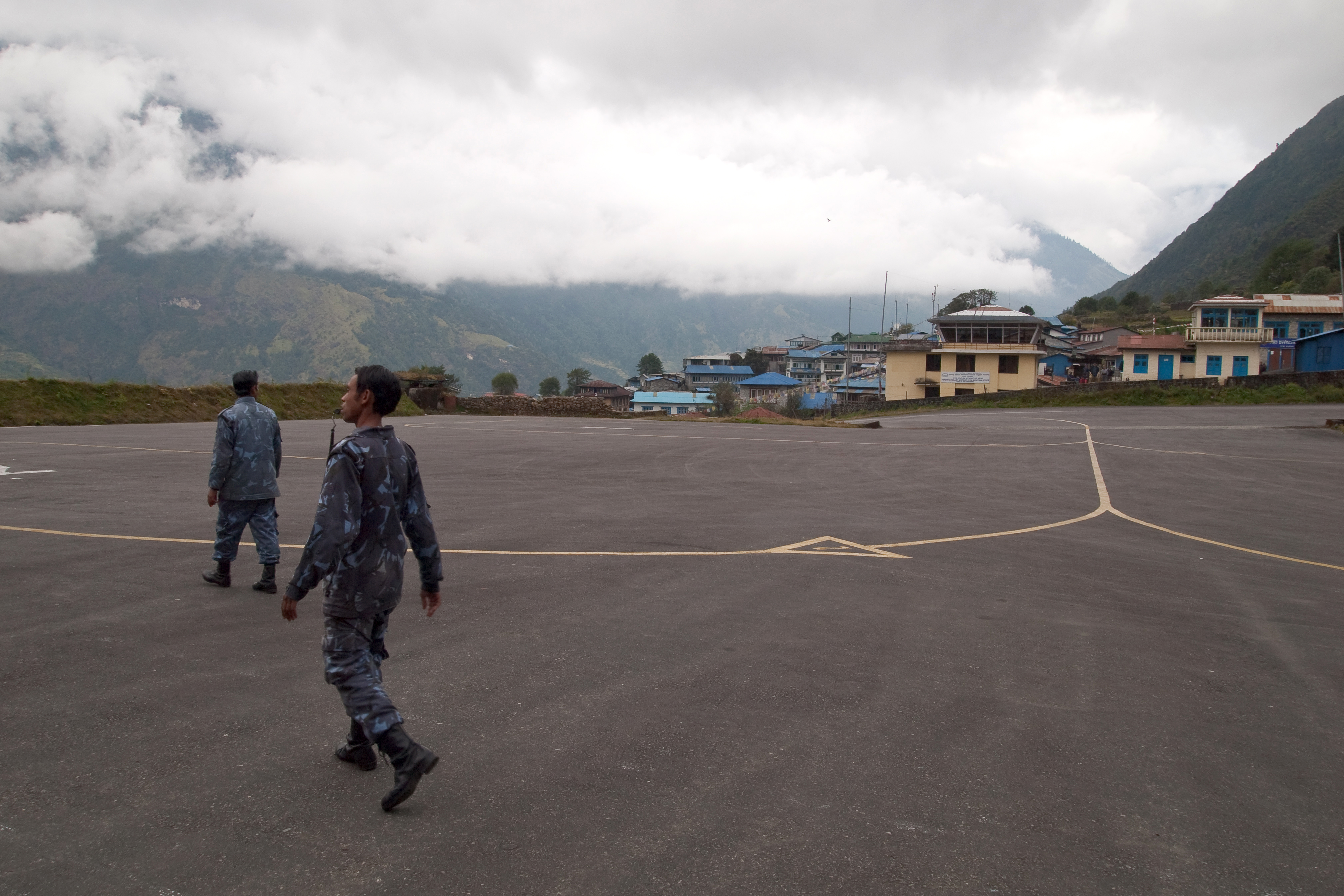

## Compagnies et destinations

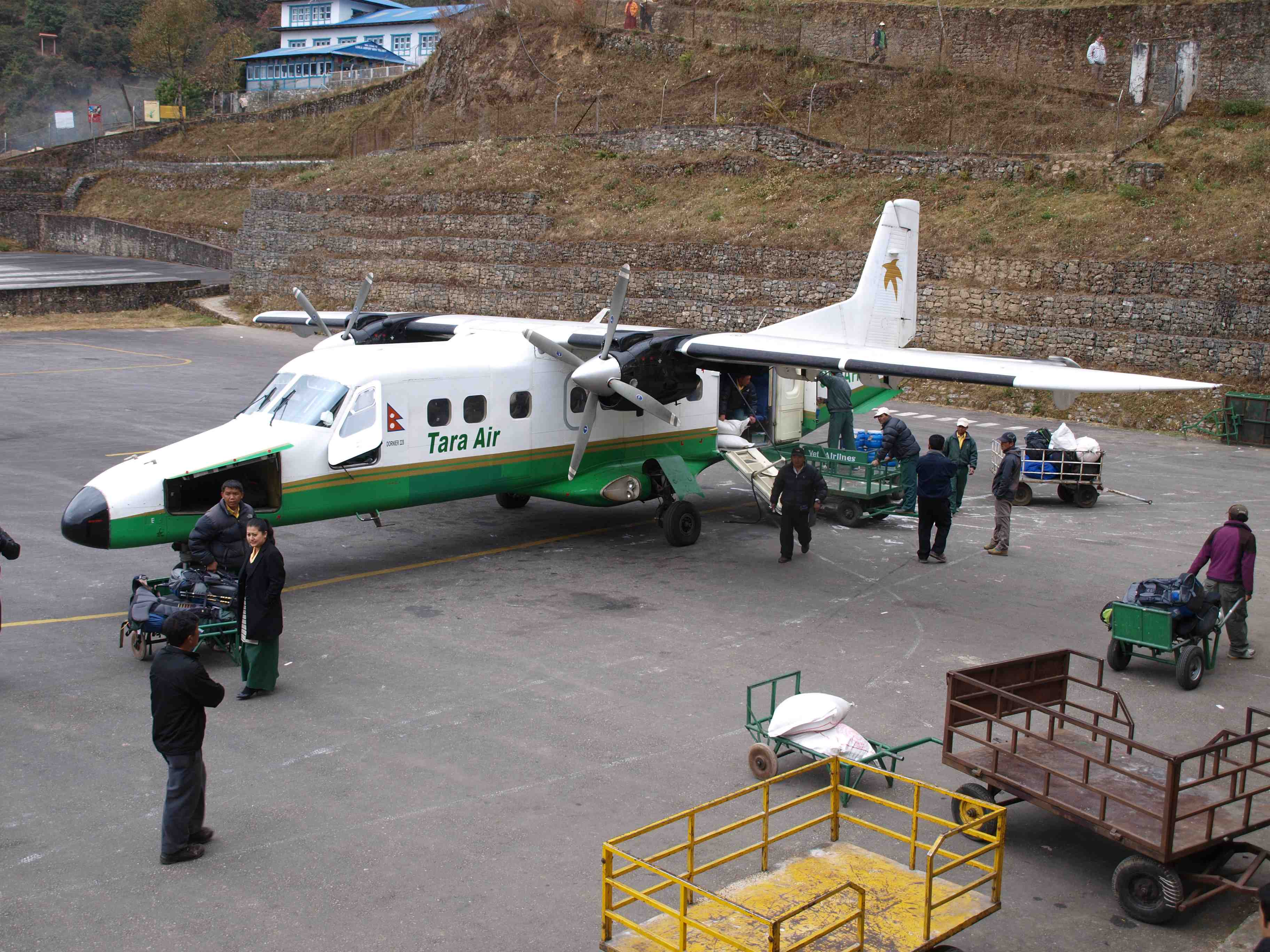
Dornier 228 Tara Air

L'aéroport est ouvert de 6 h 30 du matin jusqu'à 15 h 30 environ.
| Compagnies      | Destinations                          |
| --------------- | ------------------------------------- |
| Gorkha Airlines | Katmandou-Tribhuvan                   |
| Goma Air        | Katmandou-Tribhuvan                   |
| Nepal Airlines  | Katmandou-Tribhuvan, Phaplu, Rumjatar |
| Simrik Airlines | Katmandou-Tribhuvan                   |
| Tara Air        | Katmandou-Tribhuvan                   |
| Sita Air        | Katmandou-Tribhuvan                   |

## Statistiques
Pour des raisons techniques, il est temporairement impossible d'afficher le graphique qui aurait dû être présenté ici.

Voir la requête brute et les sources sur Wikidata.

## Incidents et accidents
- Le 15 octobre 1973, au décollage, un DHC-6 Twin Otter 300 de Royal Nepal Airlines, immatriculé 9N-ABG, a été endommagé au point de ne pas être réparable. Les trois membres d'équipage et les trois passagers n'ont pas été blessés[4].
- Le 9 juin 1991, un DHC-6 Twin Otter 300 de Royal Nepal Airlines, immatriculé 9N-ABA, venant de Katmandou s'est écrasé à l'atterrissage après une approche non stabilisée opérée par mauvais temps. Les trois membres d'équipage et les quatorze passagers en sont sortis indemnes[5].
- Le 8 octobre 2008, le vol 103 Yeti Airlines, un DHC-6 Twin Otter immatriculé 9N-AFE, s'est écrasé lors de l'approche finale et a pris feu, tuant dix-huit passagers et membres d'équipage. Le pilote a été le seul survivant.
- Le 24 août 2010, le vol 101 Agni Air, un Dornier 228, s'est écrasé à Shikharpur alors qu'il retournait à Katmandou après que le mauvais temps l'a empêché d'atteindre Lukla. Les onze passagers et trois membres d'équipage ont été tués[6],[7].
- Le 26 septembre 2013, un hélicoptère d'Air Dynasty, immatriculé 9N-AEX, s'est écrasé lorsque le rotor arrière a touché le fil barbelé du mur d'enceinte de l'aéroport. Le pilote et trois passagers ont survécu[8],[9], un passager est mort quelques jours après[réf. souhaitée].
- Le 27 mai 2017, un Let 410 de la compagnie népalaise Summit Air (ex-Goma Air) heurte un arbre à l'atterrissage. L'appareil transportait du fret de Katmandou à Lukla sans passagers. Parmi les trois membres d'équipage, le pilote et le copilote ont péri dans l'accident[10].
- Le 13 avril 2019, un Let 410 de Summit Air percute deux hélicoptères pendant la procédure de décollage, trois morts[11].